# إدوين آدامز ديفيس
إدوين آدامز ديفيس (بالإنجليزية: Edwin Adams Davis)‏ هو مؤرخ وبروفيسور أمريكي، ولد في 1904 في ميزوري في الولايات المتحدة، وتوفي في 24 أبريل 1994.